# Стефан фон Гаден
Стефан (Степан) фон Гаден (також відомий як Данило Ієвлев або Євлевич, Данило Ільїн, Данило Жидовинов, Данило Фунгаданов) — царський придворний лікар другої половини XVII століття. За походження польський єврей.

## Біографія
У першій половині 1650-х років деякий час жив у Сатанові. Тут одружився. Згодом Гаден поселився в Чорткові, далі потрапив у Київ і, нарешті, вМоскву, де невдовзі став царським придворним лікарем.
Гаден був, за свідченнями сучасників, найпопулярнішим лікарем у Москві, підтримував тісні стосунки з боярином Артамоном Матвєєвим і мав повну довіру російського царя. 18 лютого 1676 року Гадену наказано «ходити тільки до хоромів — до благовірної государині цариці і великої княгині Наталії Кирилівни і благовірних государів цесаревичів і до благовірних государинь царівен — до більших і менших».
1682 року, під час стрілецького бунту, було розпущено чутки, що Гаден отруїв царя Федора Олексійовича при допомозі яблука, наповненого отрутою. Гаден пробував сховатися, але стрільці знайшли його і після тортур вбили на Красній площі 17 травня 1682 року. Напередодні ними було вбито 22-річного сина Гадена та його помічника — німця Ягана Гутменша. Дружину Гадена стрільці пощадили на прохання цариці Наталії Кирилівни.